# إيست كينغستون (نيوهامشير)
إيست كينغستون (بالإنجليزية: East Kingston, New Hampshire) هي بلدة أمريكية تقع في الولايات المتحدة في Rockingham County. يقدر عدد سكانها بـ 2,357 نسمة ومساحتها 26.0 كم2 وترتفع عن سطح البحر 43 متر.